# クチナーゼ
クチナーゼ(Cutinase,EC 3.1.1.74)は、以下の化学反応を触媒する酵素である。
クチン + H2O {\displaystyle \rightleftharpoons }クチン単量体
従って、酵素の基質はクチンと水、生成物はクチン単量体である。
この酵素は、加水分解酵素に分類され、特にカルボキシルエステル結合に作用する。系統名は、クチンヒドロラーゼ(cutin hydrolase)である。

## 菌のクチナーゼ
植物の地上部分の組織は、不溶性の重合化合物で、脂肪酸のポリエステルであるクチンでできたクチクラで覆われている。植物に病気を引き起こす菌は菌体外に、発病に重要な役割を果たす消化酵素を生産する。この酵素には、クチンを分解するクチナーゼが含まれ、菌がクチクラ層を通過するのを手助けする。酵素の阻害により、菌はクチクラを通って感染できなくなる。胞子表面の少量のクチナーゼによって切り出されたクチン単量体は、胞子からのクチナーゼの分泌量を大幅に増加させるが、この機構については未だ分かっていない。

## 構造
クチナーゼは、Ser, His, Asp残基を持つセリンエステラーゼである。中央の5つの平行なβシートがシートの両端の5つのαヘリックスで覆われたα-β構造を持つ。活性部位の溝は、他のリパーゼが持つ疎水性の蓋と比べると、アミノ酸側鎖で形成された2つの薄いブリッジで部分的に覆われている。またこのタンパク質は、2つのジスルフィド結合を持っている。この結合は、酵素活性に不可欠であり、切断されると酵素活性は完全に失われる。2つのクチナーゼ様タンパク質(MtCY39.35とMtCY339.08c)が、結核菌のゲノムから発見されている。